# 北京奥运博物馆
北京奥运博物馆（英語：Beijing Olympic Museum），位于北京市朝阳区国家体育场南路1号，是由北京市人民政府委托北京市文物局筹建的官方唯一以奥运为主题的永久性专题博物馆，是北京市文物局直属全额拨款事业单位。2019年12月30日正式对外开放。

## 历史
北京奥运博物馆地处北京奥林匹克中心区国家体育场（鸟巢）南侧地下零层和负一层，总面积为3.45万平方米。国家体育场是2008年北京奥运会主体育场，先后举行了奥运会、残奥会开闭幕式、田径比赛、足球比赛决赛。
北京奥运博物馆自2008年北京奥运会、残奥会结束后便开始筹备工作，接收了按景泰蓝工艺制作的“奥运缶”等北京奥运会、残奥会使用的物品，并接受了各界捐赠物上千件，例如北京奥运会女子体操团体及女子高低杠冠军何可欣捐赠的夺冠时穿的领奖服，北京奥运会男子佩剑冠军仲满捐赠的夺冠时使用的手套和练习用剑。但北京奥运博物馆一直未能开馆。北京奥运博物馆分成上、下两层。上层是博物馆观众服务层，含票务预约中心、观众服务中心、多媒体查询区、儿童互动区、临时展区、纪念品经营区、办公区，另有1号放映厅和2号放映厅。下层是固定陈列展览层，展览面积1.9万平方米，含固定陈列五个展厅、3号放映厅、3D影院。